# Heavy Brains
A Heavy Brains egy magyar alternatív rockegyüttes volt, melyet 2017-ben alapítottak Debrecenben. Az együttest Dávid Balázs Zoltán, Timbusz Bence, Markos Zoltán Bence és Fodor Szabolcs Barnabás alkották.

## Története
A zenekar 2017-ben alakult Debrecenben. Első fellépésük a Kaptár klubban volt 2017. december 8-án. 2021-ben megjelentették első albumukat Strapped Wings néven. A zenekar megnyerte a 2022-es Öröm a Zene fődíját, majd 2023-ban NKA Hangfoglaló Program induló előadói támogatottak lettek. Második albumuk 2024. január 26-án jelent meg Tanult módszerek címmel, melyet február 3-án mutattak be az Akvárium Klubban. 2025. január 20-án a zenekar Facebook oldalán jelentette be feloszlását. A búcsúkoncertjüket 2025. március 7-én az Akvárium Klubban tartották.

## Tagok

### Utolsó felállás
- Dávid Balázs Zoltán – ének, gitár
- Fodor Szabolcs Barnabás – billentyűs hangszerek, tamburin
- Timbusz Bence – basszusgitár
- Markos Zoltán Bence – dobok

### Korábbi tagok
- Becsky Gábor Pál – szólógitár, vokál (2021–2022)

## Diszkográfia

### Stúdióalbumok
- Strapped Wings (2021)
- Tanult Módszerek (2024)

### Koncertalbumok
- Heavy Brains (Budaprst Park Live) (2024)

### Középlemezek
- Addig Táncol (2023)

### Kislemezek
- Hamuban (2022)
- Egymás Holdjai (2022)
- Lent várlak (2022)
- Tanult Módszerek (2023)
- Nem felejtem el (2023)
- Az idő bajnokai (2023)
- Szerethetetlen (2024)
- Utolsó (2025)

### Videoklipek
- Hamuban. YouTube
- Egymás Holdjai. YouTube
- Lent várlak. YouTube
- Addig Táncol. YouTube
- Nem felejtem el. YouTube
- Szerethetetlen. YouTube
- Utolsó. YouTube

## Díjak és elismerések
- Öröm a zene! Tehetségkutató – fődíj (2022)[10]
- NKA Hangfoglaló Könnyűzene Támogató Program – induló előadói támogatott zenekar (2023)[11]